# 식산흥업

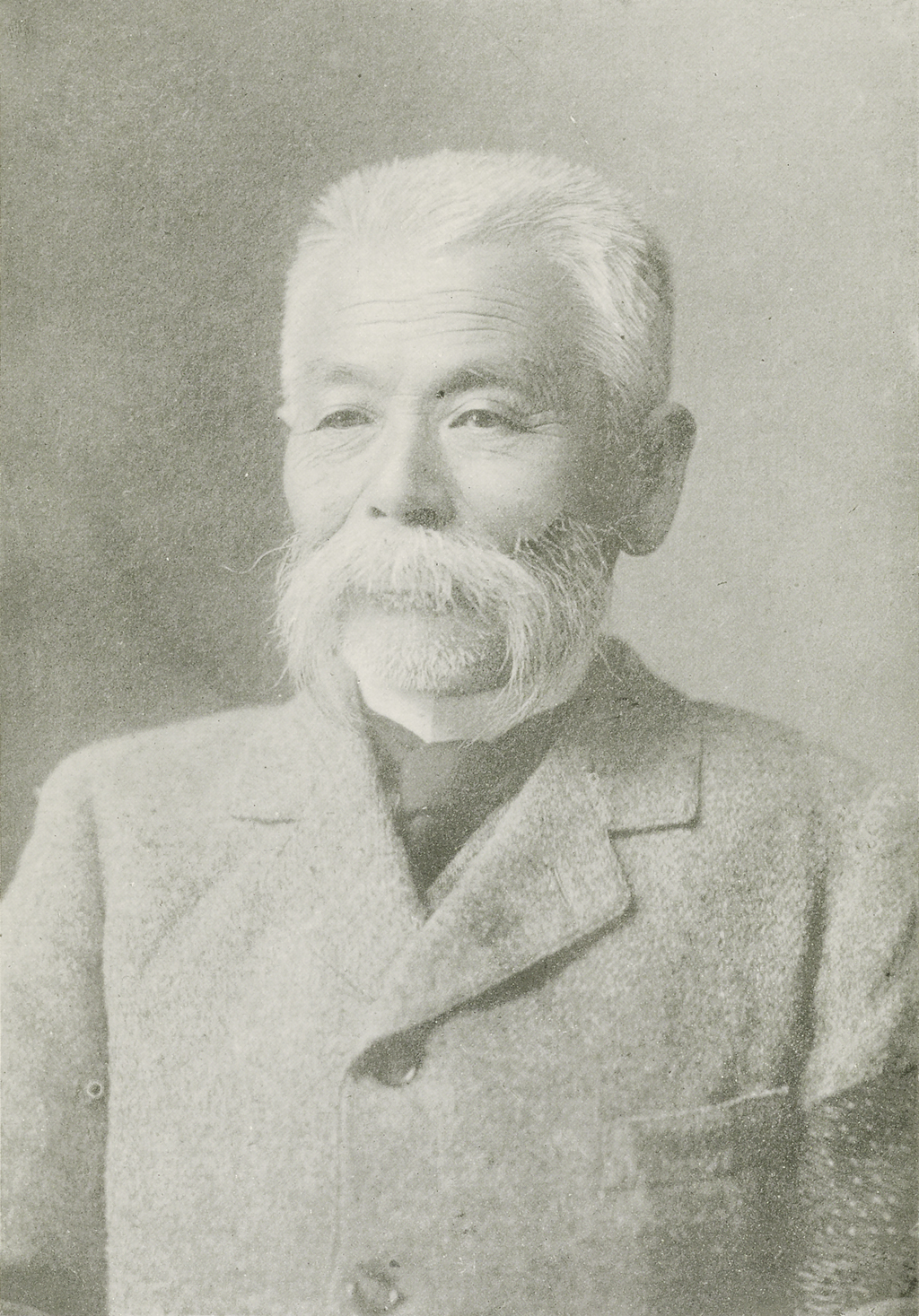
마에다 마사나

식산홍업(일본어: 殖産興業, しょくさんこうぎょう 쇼쿠산코우교우[*])은 일본의 메이지 정부가 서양 제국에 맞서 산업, 자본주의를 육성하여 국가의 근대화를 추진한 여러 정책을 가리킨다. 좁은 의미에서는 메이지 정부에 의한 신산업의 육성 정책을 가리킨다. 국책이기 때문에 민영화는 구로다 기요타카 등으로 부정되었다. 넓은 의미에서는 메이지 정부 이외의 각 정부(에도 시대의 각 번 등)에 의한 신산업의 육성 정책도 포함한다. 식산흥업에 의한 호경기는 식산흥업 경기라고 불렸다. 기획 입안은 관료인 마에다 마사나였다. 서양의 기술과 기계를 적극도입하여 상공업을 진흥시키려 하였다.

## 개요
1854년 3월 31일에 도쿠가와 막부가 개국을 단행하면서 오쿠보 도시미치 등 일본 각지의 정치인들은 서양과의 압도적인 국력의 차이를 의식했다.
1868년 1월 3일 왕정복고 대호령에 의해 수립된 메이지 정부는 210년의 쇄국을 선포한 도쿠가와 막부를 무너뜨리고, ‘부국강병’을 슬로건으로 적극적으로 스스로 산업을 일으키는 정책을 펼쳤다. 관료인 마에다 마사나를 중심으로 기획된 토지세 개혁과 녹봉 처분으로 세제 개혁을 실시하여 1870년에는 공부성을 설치했다. 구미에서 직접 고용한 외국인을 다수 채용했고, 이와쿠라 사절단에 맞춰 유학생을 파견하는 등 산업 기술의 이식에 헌신했다.
1872년에는 관영 철도와 증기선을 출범하면서 국내 교통망이 발달했다. 광산 등의 사업을 하고 군마현에 도미오카 제사장 등 관영 공장을 세웠다. 1873년에는 관영 사업을 총괄하는 내무부(초대 내무경은 오쿠보 도시미치)가 설립되었다. 1869년부터는 아이누의 땅이었던 홋카이도에 개척사를 두고 둔전병을 파견했다. 1871년, 금융에서는 《신화조례》(新貨条例)를, 1872년에는 《국립은행 조례》를 선포했다.
1880년에 군과 관계된 사업체를 제외하고 관영 사업은 미쓰이, 미쓰비시 등 민간에 매각했고, 1885년 공부성을 폐지했다. 1882년에는 오사카 방적회사가 설립되어 방적업이 확고해졌하고, 청일 전쟁, 러일 전쟁을 거쳐 일본의 산업 혁명이 진행되었다. 민간에서는 이와사키 야타로가 창시한 미쓰비시와 미쓰이가 정부의 보호를 받는 관급 기업이 되었다. 이러한 과정을 통해 재벌의 형성이 촉진되었다.

## 같이 보기
- 부국강병
- 산업혁명